# National Medal of Technology and Innovation

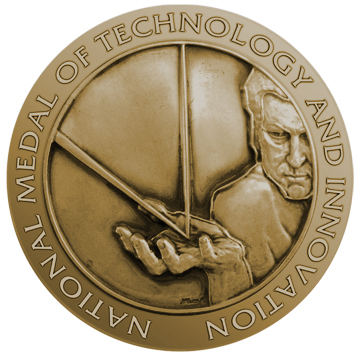
National Medal of Technology and Innovation

National Medal of Technology and Innovation (tidigare National Medal of Technology) är en utmärkelse som ges av USA:s president till amerikanska uppfinnare och innovatörer som har gjort betydande bidrag till utvecklingen av ny och viktig teknik. Priset kan ges till en viss person, en grupp av personer eller en hel organisation eller ett företag. 